# Pankhu
Les Pankhu (ou Pankho, Pangkhua, Pang) sont un groupe ethnique :
- Du Bangladesh (région des Chittagong Hill Tracts), où ils étaient 2 300 en 1981;
- De Birmanie (état Chin);
- D'Inde (État du Mizoram), où ils étaient à peine plus de 200 en 1971.

Au Bangladesh, au terme de l'accord de paix du 2 décembre 1997 qui a mis fin à plus de 20 années de conflit entre le gouvernement et les populations autochtones des Chittagong Hill Tracts, les Pankhu seront représentés au "Chittagong Hill Tracts Regional Council" qui sera chargé de l'administration des 3 districts constituant la région.

## Langue
La langue pankhu appartient au groupe dit "kuki-chin-naga" de la branche tibéto-birmane des langues sino-tibétaines.